# Liparis bikunin
Liparis bikunin es un pez del género Liparis. Es un pez marino que vive en el Océano Pacífico Noroeste cerca de Kushiro, Japón. También se considera un pez demersal.